# Xã Badoura, Quận Hubbard, Minnesota
Xã Badoura (tiếng Anh: Badoura Township) là một xã thuộc quận Hubbard, tiểu bang Minnesota, Hoa Kỳ. Năm 2010, dân số của xã này là 128 người.